# Яблонь-Марковента
Яблонь-Марковента (пол. Jabłoń-Markowięta) — село в Польщі, у гміні Нові Пекути Високомазовецького повіту Підляського воєводства.
Населення — 88 осіб (2011).
У 1975-1998 роках село належало до Ломжинського воєводства.

## Демографія
Демографічна структура станом на 31 березня 2011 року:
|          | Загалом | Допрацездатний вік | Працездатний вік | Постпрацездатний вік |
| -------- | ------- | ------------------ | ---------------- | -------------------- |
| Чоловіки | 49      | 8                  | 34               | 7                    |
| Жінки    | 39      | 4                  | 24               | 11                   |
| Разом    | 88      | 12                 | 58               | 18                   |